# Васильевка (Матвеевский район)
Васильевка — упразднённое село в Матвеевском районе Оренбургской области России.

## География
Урочище находится в северо-западной части Оренбургской области, на левом берегу реки Кормежки (приток реки Большой Кинель), на расстоянии примерно 12 километров (по прямой) к юго-западу от села Матвеевки, административного центра района. Абсолютная высота — 255 метров над уровнем моря.

## История
Основана в 1811 году переселенцами из Борисоглебского уезда Тамбовской губернии. Название связано с именем одного из первопоселенцев. По данным на 1989 год в населённом пункте проживало около 60 человек. Согласно результатам переписи 2002 года, в селе, входившем в состав Кузькинского сельсовета, проживало 5 человек.
Упразднена в марте 2005 года.

## Известные уроженцы
- Нетесанов, Василий Иванович (1910—1972) — Герой Социалистического Труда[6].